# Кандзасі
Кандзаші (яп. 簪) — традиційна національна японська зачіска; цю назву також мають прикраси і засоби для укладання волосся.

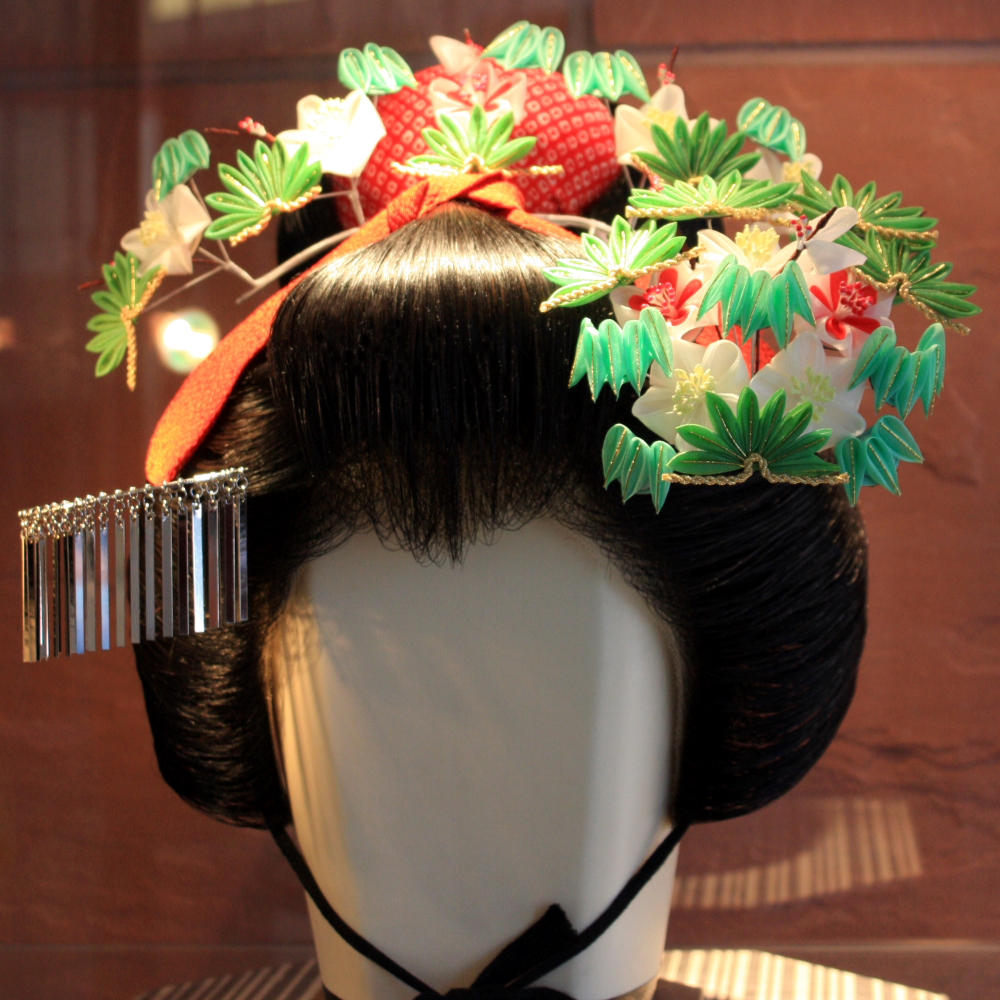
Сучасний січневий цумамі кандзасі, який носить майко

Походження слова «кандзаші» пішло від слів «камі-дзаші» означає «шпилька для волосся», яка зазвичай прикрашалась квітами. Інша версія походження терміна говорить, що він пішов від двох слів «ка-дзаші», що означає квітка на шпильці.
Зараз словом «кандзаші» називають ще і техніку виготовлення квітів із складених клаптиків тканини, яка традиційно називається цумамі-кандзаші, а також так називають самі квіти і вироби, що зроблені на основі такої техніки.

## Історія
Кандзаші вперше почали використовувати в Японії під час періоду Джюмон. У той час вважали, що одна тонка шпилька або палиця наділена містичною силою, яка здатна відігнати злих духів, тому люди почали носити їх у волоссі. У той час почали з'являтися перші зачіски схожі на сучасні японські високі зачіски з укладеним за допомогою гребінців волосся.
Під час періоду Нара, до Японії почали привозити різні китайські культурні звичаї і елементи, в тому числі дзан (що записувалось тим самим китайським ієрогліфом як кандзаші) і інші прикраси для волосся. У період Хейан, традиційний стиль укладки волосся був змінений, замість високих зібраних зачісок стали носити довгі коси, зібрані у хвіст. У цей час слово «кандзаші» стало спільним терміном для назви шпильок і гребінців.
Під час періоду Адзучі-Момояма, традиційні зачіски змінилась від тареґамі (яп. 垂髪), або довгого прямого волосся, перейшли до широкого різноманіття "Japanese hair" (яп. 日本髪, Ніхонґамі), які більшою мірою використовувати прикраси для волосся.
Кандзаші стали широко використовуватись у період Едо, коли зачіски стали більш складними і об’ємними, з використанням великої кількості прикрас. Ремісники стали виготовляти більш тонко вироблені прикраси, в тому числі деякі різновиди з них, могли використовуватись як зброя для самозахисту.
В другій половині періоду Едо, мистецтво створення кандзаші досягло найбільшого розвитку, було створено багато стилів і конструкцій.
В сучасній Японії, кандзаші найчастіше вдягають наречені; професіонали, що носять кімоно наприклад ґейшя, або ойран і юйо (yujo); а також використовують знавці японської чайної церемонії, і ікебани. Опріч того, наразі ця традиція набула відродження і серед молодих японських жінок, які бажають додати елегантності до свого повсякденного вбрання.
Є багато різновидів і стилів носіння кандзаші. Спосіб, у який ґейшя носить кандзаші, вказує аудиторії на її статус в залежності від типу і розташування кандзаші. Майко (вихованиця ґейші) зазвичай носить більше кандзаші і більш складну, ніж ґейші старшого віку.
Техніка Цумамі-кандзаші була офіційно визнана як традиційне Японське рукоділля в Токіо з 1982. 
Традиційно навчання професійних майстрів триває від п'яти до десяти років; із 2002 до 2010, їхня кількість в країні скоротилася від п'ятнадцяти до п'яти. Опріч того, техніка складання пелюсток стала популярним хобі, завдяки появі навчальної літератури, уроків, і наборів для майстрування із таких джерел як Музей цумамі-кандзаші у Шінджюку.